# Jodid
Jodid je jon I−. Jedinjenja joda sa formalnim oksidacionim stanjem −1 se nazivaju jodidi. U svakodnevnom životu, jod se najčešće sreće kao komponenta jodiranih soli. Jodna deficijencija utiče na veliki broj ljudi, i ona je jedan od glavnih sprečivih uzroka metalne retardacije.

## Struktura i karakteristike neorganskih jodida
Jodid je jedan od najvećih (monoatomskih) anjona. On ima prečnik od oko 220 pikometara. U poređenju s njim ostali halidi su znatno manji: bromid (196 pm), hlorid (181 pm), i fluorid (133 pm). Delom zbog njegove veličine, jod formira relativno slabe veze sa većinom elemenata.
Većina jodidnih soli je rastvorna u vodi, made često manje od srodnih hlorida i bromida. Pošto su jodidi veći, oni su manje hidrofilni od manjih anjona. Jedna od posledica toga je da je natrijum jodid visoko rastvoran u acetonu, dok natrijum hlorid nije. Niska rastvorljivost srebro jodida i olovo jodida odražava kovalentni karakter tih metalnih jodida. Test za prisustvo jodidnih jona je formiranje žutog precipitata tih jedinjenja nakon tretmana rastvora sa srebro nitratom ili olovo(II) nitratom.
Vodeni rastvori jodidnih soli rastvaraju jod bolje od čiste vode. Ovaj efekat je posledica formiranja trijodidnog jona, koji ima smeđu boju:

### Redoks i antioksidantske osobine
Jodidne soli su blago redukujući agensi i mnoge od njih reaguju sa kiseonikom formirajući jod. Redukujući agens je hemijski termin za antioksidans, čije osobine se mogu kvantitativno izraziti u vidu redoks potencijala:
Pošto se jodidi lako oksiduju, enzimi ih konvertuju u elektrofilne jodirajuće agense, prema potrebi za biosintezu velikog broja prirodnih proizvoda koji sadrže jodide. Jodid može da funkcioniše kao antioksidans koji lako reaguje sa reaktivnim molekulima kiseonika kao što je vodonik peroksid:
2 − + Peroksidaza + H2O2 + tirozin, histidin, lipid, etc. → jodo-jedinjenja +  (antioksidansi).

## Primeri jodida
| Jedinjenje                            | Formula | Izgled                           | Upotreba ili pojava                                           |
| ------------------------------------- | ------- | -------------------------------- | ------------------------------------------------------------- |
| kalijum jodid                         |         | beli kristali                    | jodna komponenta jodizovanih soli                             |
| jodovodonik                           |         | bezbojni rastvor                 | jaka mineralna kiselina                                       |
| srebro jodid                          |         | žuti prah koji potamni na svetlu | fotoaktivna komponenta fotografskog filma baziranog na srebru |
| tiroksin (3,5,3',5'-tetrajodotironin) |         | bledo žuta čvrsta materija       | esencijalni hormone za ljudsko zdravlje                       |

## Spoljašnje veze
- „Seaweed use iodine as an antioxidant”. Chemistry World blog. Архивирано из оригинала 03. 07. 2010. г. Приступљено 15. 5. 2008.
- „Stressed seaweed contributes to cloudy coastal skies, study suggests”. Архивирано из оригинала 11. 05. 2008. г. Приступљено 15. 5. 2008.